# Institut national de formation professionnelle agricole (Côte d'Ivoire)
L'Institut national de formation professionnelle agricole (INFPA) de Côte d'Ivoire est un établissement public à caractère administratif créé le 15 janvier 1997. Il forme des étudiants aux compétences avérées aux métiers de l’agriculture afin de relever les défis d’une agriculture durable et résiliente.

## Mission
La création de l’INFPA répond aux soucis du gouvernement ivoirien de renforcer les capacités des établissements de formation agricole en vue de faire face de façon efficace aux besoins de plus en plus croissants du monde agricole. Il s’agit pour ce faire de réhabiliter, d’étendre et d’équiper les dispositifs de formation agricole. D’où le projet INFPA qui s’intitule : réhabilitation, extension et équipement des établissements professionnels agricoles. Du haut de ses 26 ans d'expérience, l'INFPA conçoit, mettre en œuvre et coordonner la formation initiale et continue des techniciens de l’agriculture (productions végétales et machinisme agricole), de la foresterie, de l’élevage, du foncier rural et des sciences et technologies alimentaires, en vue de répondre aux besoins des secteurs privés, publics et parapublics,,.

## Objectif
L'objectif global de l'INFPA est d'assurer une meilleure formation des ressources humaines du secteur agricole en vue de le rendre plus dynamique et plus performant ; mettre à la disposition du monde agricole (public comme privé) des ressources humaines compétentes de qualité et en quantité. Pour ce faire le présent projet vise à améliorer l’accès à la formation professionnelle agricole et améliorer la qualité de la formation professionnelle agricole,.

## Etablissements INFPA
L'INFPA est composé de deux (2) écoles régionales d’agriculture (ERA), cinq (5) écoles de spécialisation (ES) et de trois (3) centres d’apprentissage, de perfectionnement et de production (CAPP),.

## Condition d'accès à l'INFPA
L'entrée à l’Institut national de formation professionnelle agricole (INFPA) se fait via un concours direct. Pour faire acte de candidature, il faut être de nationalité ivoirienne ; être titulaire du Brevet d’études du premier cycle (Bepc) ou diplôme équivalent pour les techniciens BTA et du baccalauréat ou diplôme équivalent pour les techniciens supérieur (BTSA). Le candidat doit être âgé de 17 ans au moins et de 35 ans au plus au 31 décembre de l'année en cours,,,,.

## Marche de protestation
Des étudiants de l’Institut national de formation professionnelle agricole (INFPA) procèdent à une marche de protestation ce lundi 22 avril 2024 dans la commune du Plateau. En effet cette marche fait suite à la décision de suppression du concours de recrutement organisé par le Ministère d’Etat, Ministère de la fonction publique et de la modernisation de l’administration. Le communiqué révèle que ledit concours est perturbé par les agissements. 